# Текпан-де-Галеана (муниципалитет)
Текпан-де-Галеана (исп. Técpan de Galeana) — муниципалитет в Мексике, входит в штат Герреро.
Центр — город Текпан-де-Галеана.

## История
Муниципалитет основан в 1952 году .